# Lauren McCarthy
Lauren McCarthy es una artista y programadora estadounidense. McCarthy crea obras de arte mediante varias técnicas y medios, incluyendo en espectáculo, inteligencia artificial e interacción programada por computadora. También es conocida por crear p5.js, una versión en JavaScript de código abierto del lenguaje Processing.

## Biografía
McCarthy se graduó del programa del MIT en Artes, Cultura y Tecnología. Recibió una maestría en Bellas Artes de la UCLA en 2011, donde ha sido profesora asistente desde 2016.